# Alfa Romeo Matta
L'Alfa Romeo 1900 M (AR/51-52), soprannominata "Matta" per le imprese sportive e pubblicitarie, è un fuoristrada prodotto dalla casa automobilistica italiana Alfa Romeo tra il 1951 e il 1953.

## Il contesto
Nel 1951 l'Alfa Romeo decise di partecipare al bando indetto dal Ministero della difesa per la realizzazione di un fuoristrada leggero in grado di sostituire le vecchie jeep Willys e Ford recuperate dai campi ARAR, a cui la FIAT sta lavorando già da qualche mese.
Parte così il progetto dell'Alfa Romeo 1900 M, dove 1900 indica l'auto da cui proviene il motore e M l'aggettivo Militare, scopo a cui è destinato il veicolo. A questa sigla si aggiungerà la sigla AR/51, comune alla FIAT, che sta per Autovettura da Ricognizione per il 1951.

## Storia del modello
Orazio Satta Puliga incarica Giuseppe Busso di realizzare un veicolo che fosse aderente alle richieste del Ministero e migliore del progetto FIAT, già avviato da diversi mesi. Busso parte studiando e testando una già celebre Land Rover 80, cui adatta il motore della neonata 1900, e poi passa a progettare e costruire telaio, ciclistica e carrozzeria completamente nuovi. Ad Aprile 1951 cominciano i collaudi in strada e fuori strada con prototipi via via sempre più vicini al modello definitivo con alla guida i collaudatori Consalvo Sanesi e soprattutto Guido Moroni e il colonnello dell'Esercito Ferruccio Garbari.
A Maggio 1951 i prototipi della Fiat e dell'Alfa vennero testati dall'Esercito in una prova comparativa con le Willys MB a Serravalle in Chienti, evidenziando delle criticità importanti, cui viene posto subito rimedio. Le marce sono accorciate, viene adottata la lubrificazione a carter secco, rivista la fasatura favorendo l'erogazione della coppia ai bassi regimi e abbassato il rapporto di compressione a 7:1 per poter utilizzare benzina meno raffinata. A quel punto mentre sono costruiti i prototipi sempre più definitivi nel settembre 1951 la Fiat presenta, in anteprima alla Fiera del Levante di Bari, la "Campagnola", la sua AR/51. Allora l'Alfa Romeo decise di presentare al pubblico uno dei prototipi della 1900 M, ancora con carrozzeria non definitiva, prima del Gran Premio d'Italia con il campione del Mondo Nino Farina alla guida.
Dopo la presentazione in pista con un prototipo, il 5 ottobre viene svelata al pubblico e ai militari la 1900 M AR/51 definitiva, progettata completamente ex-novo (eccetto il motore, comunque riadattato) all'interno dell'ufficio tecnico Alfa Romeo in soli 10 mesi.
A quel punto comincia la produzione della 1900 M, con i primi esemplari che vengono consegnati alle varie Forze Armate, finché l'Esercito non decide di "arruolare" definitivamente la Fiat Campagnola e accantonare l'Alfa Romeo 1900 M; principalmente per via dei costi di acquisto (l'Alfa costa 1.935.000 lire contro le sole 1.600.000 lire della Fiat) e di gestione (manutenzione e consumo di carburante) di gran lunga inferiori perché la "Matta" ha caratteristiche tecniche di primo livello con qualità stradali e fuoristradistiche migliori sia della rivale Fiat, che delle Land Rover e Willys MB, a cui si ispirava.

## La vettura

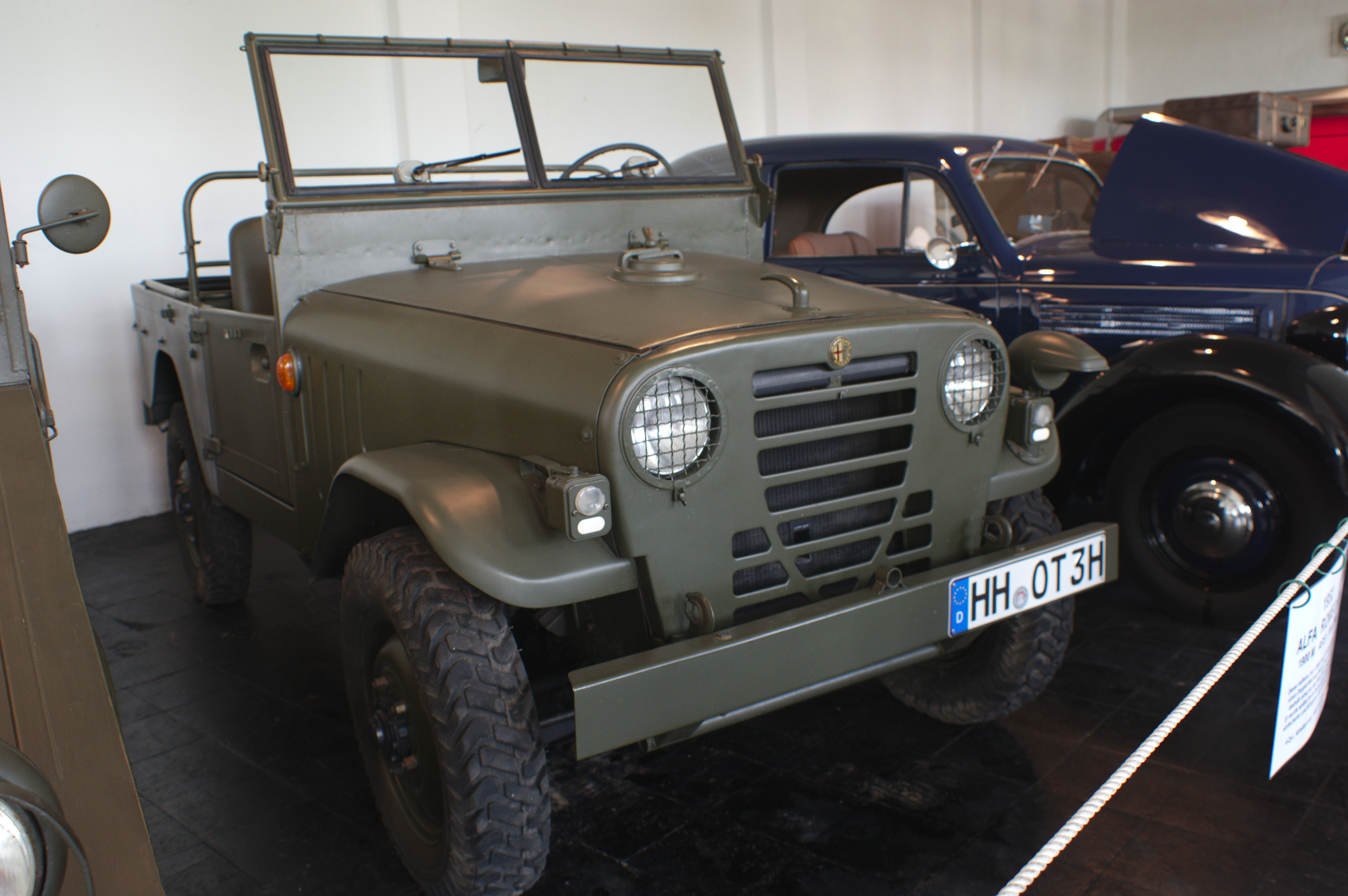
L'Alfa Romeo 1900 M AR/51 "Matta"

La vettura definitiva è un classico fuoristrada con telaio a longheroni e traverse in acciaio dotato però di diverse raffinatezze tecniche. È mossa dal motore della 1900 berlina, un 4 cilindri in linea 1884 cm3 (alesaggio x corsa: 82,55 x 88 mm) raffreddato ad acqua con monoblocco in ghisa e testata bialbero in lega leggera, modificato da Giuseppe Busso in serie 1307 per produrre 65 CV a 4400 giri/min con una nuova fasatura per erogare la coppia massima di 12,5 Kgm a soli 2500 giri/min e carter secco con serbatoio dell'olio separato per garantire la lubrificazione anche con il veicolo fortemente inclinato. Grazie a questo sistema la "Matta" può superare una pendenza massima del 120% (50°), ha una capacità di guado di 70 cm e raggiungere i 105 km/h consumando 15l di benzina ogni 100 km.
Il telaio supporta sospensioni anteriori a ruote indipendenti, con quadrilateri deformabili e barre di torsione longitudinali, e posteriori a ponte rigido, con molle a balestra; con ammortizzatori idraulici a leva su tutte le ruote. Il sistema di trazione integrale è dotato di cambio manuale a quattro marce con riduttore e comando manuale per l'inserimento della trazione anteriore e per il bloccaggio al 100% del differenziale posteriore. Lo sterzo è a vite e madrevite mentre i freni sono a tamburo sulle quattro ruote, con quello a mano agente sulla trasmissione. Sul retro è presente il gancio per trainare un eventuale rimorchio a biga.
La carrozzeria in acciaio, pensata per la massima funzionalità, è completamente aperta ma telonabile, e dotata di parabrezza ribaltabile, porte a vento, alloggiamento della ruota di scorta sul cofano o dietro i sedili. Sul frontale, con due soli fari coperti da griglie parasassi, la griglia ha la forma dello scudetto Alfa Romeo, davanti alle portiere vi sono le frecce a bacchetta e le griglie di sfogo dell'aria calda, sul retro sono applicate un piccone e un badile.
L’abitacolo può accogliere 6 persone: 2 sui due posti anteriori e 4(2+2) sulle due panchette longitudinali posteriori, tutti rivestiti in vinile. Alcuni esemplari vennero omologati come 6+2 posti, questi ultimi previsti al posteriore se la ruota di scorta, normalmente alloggiata dietro ai posti anteriori, veniva spostata sopra al cofano motore.
Il semplicissimo cruscotto, in metallo, raggruppato dietro il volante a tre razze in bachelite nera, prevede pochi strumenti circolari, con a sinistra il tachimetro/contachilometri, più grande, e a destra, più piccoli, l’indicatore del livello della benzina, il manometro dell’olio e il termometro dell'acqua. Per le AR 52 era previsto un lamierino, avvitato con bulloni, che andava a chiudere la parte inferiore del cruscotto stesso. Al centro della plancia vi è la targhetta delle velocità massime raggiungibili nelle rispettive marce normali e corte, e davanti al passeggero un maniglione e sotto di esso una tasca portaoggetti in lamiera.

## La produzione
La produzione del nuovo modello viene completata in due stabilimenti Alfa Romeo diversi, con il motore realizzato al Portello e l'assemblaggio finale a Pomigliano d'Arco, in cui nel dopoguerra si costruiscono ancora motori aeronautici. Inizialmente sono prodotti 6 prototipi, inclusi la prima Land Rover-Alfa Romeo, una "Matta" giardinetta, una cisterna, una diesel e perfino una versione sgombraneve, per la quale era stato poi realizzato come optional un cambio con un secondo riduttore e rapporti ultracorti, poi oltre un migliaio di esemplari di AR/51 destinati ai vari corpi delle Forze Armate per essere testati sul campo. Dopo la mancata commessa militare i vertici dell'azienda decisero di non abbandonare il progetto ma di evolverlo e destinare le nuove AR/52 ad impieghi civili.
In totale ne vennero costruite 2059 dal 1951 al 1954.

### Le AR/51

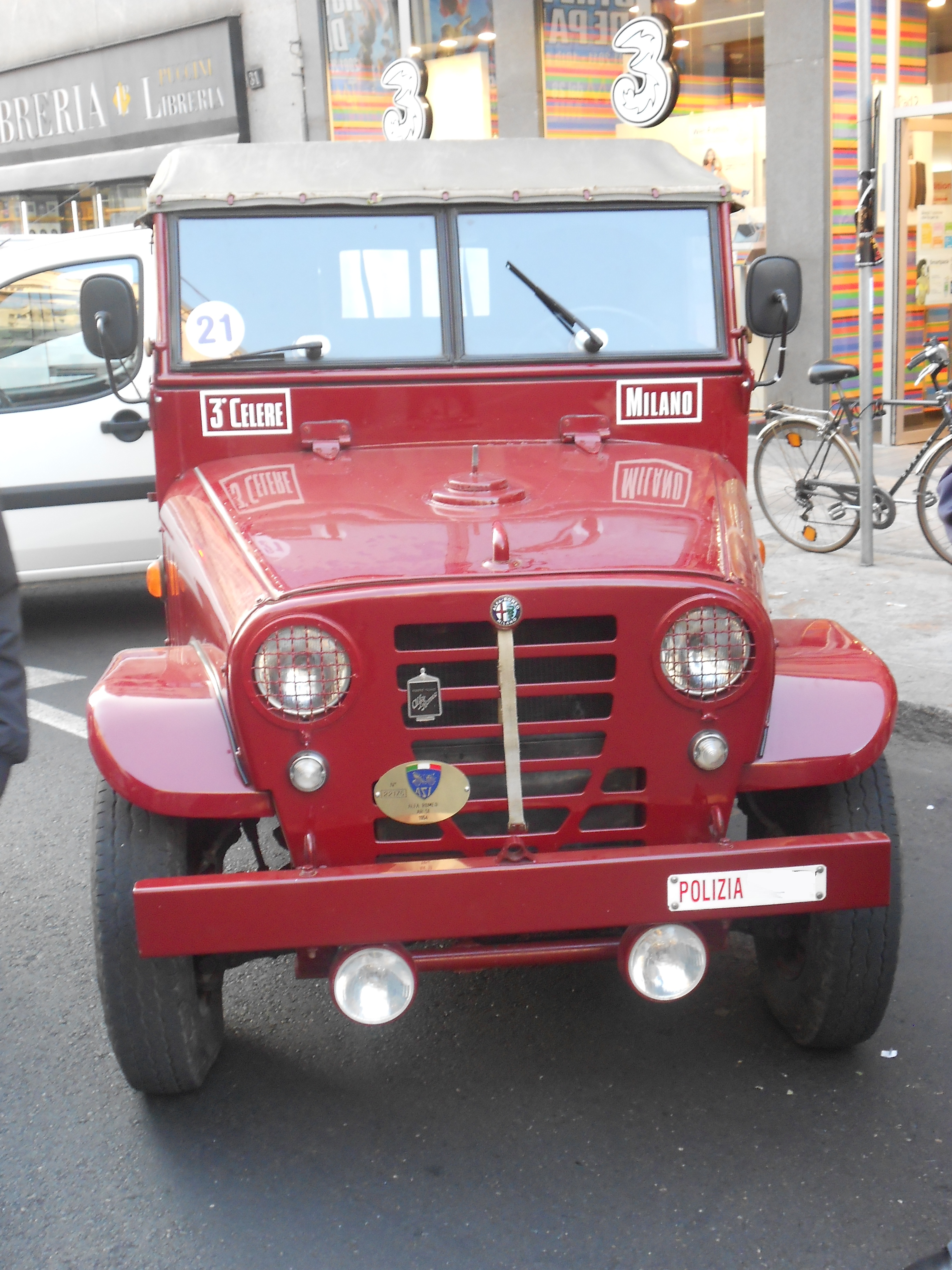
Un'Alfa Romeo 1900 M AR/51 "Matta" in dotazione al reparto Celere della Polizia

Le AR/51 sono le prime 1899 "Matta" (più i 6 prototipi), quasi tutte consegnate alle Forze Armate per essere testate dai militari in servizio. Più precisamente il Ministero della Difesa (Esercito e Arma dei Carabinieri) riceve 1281 esemplari, l'Interno (Polizia) 457, la Marina 29, l'Aeronautica 11, le Finanze 3, i Trasporti e l'Agricoltura 1 ciascuno. Enti civili e clienti privati ricevono le restanti 116 AR/51.

### Le AR/52

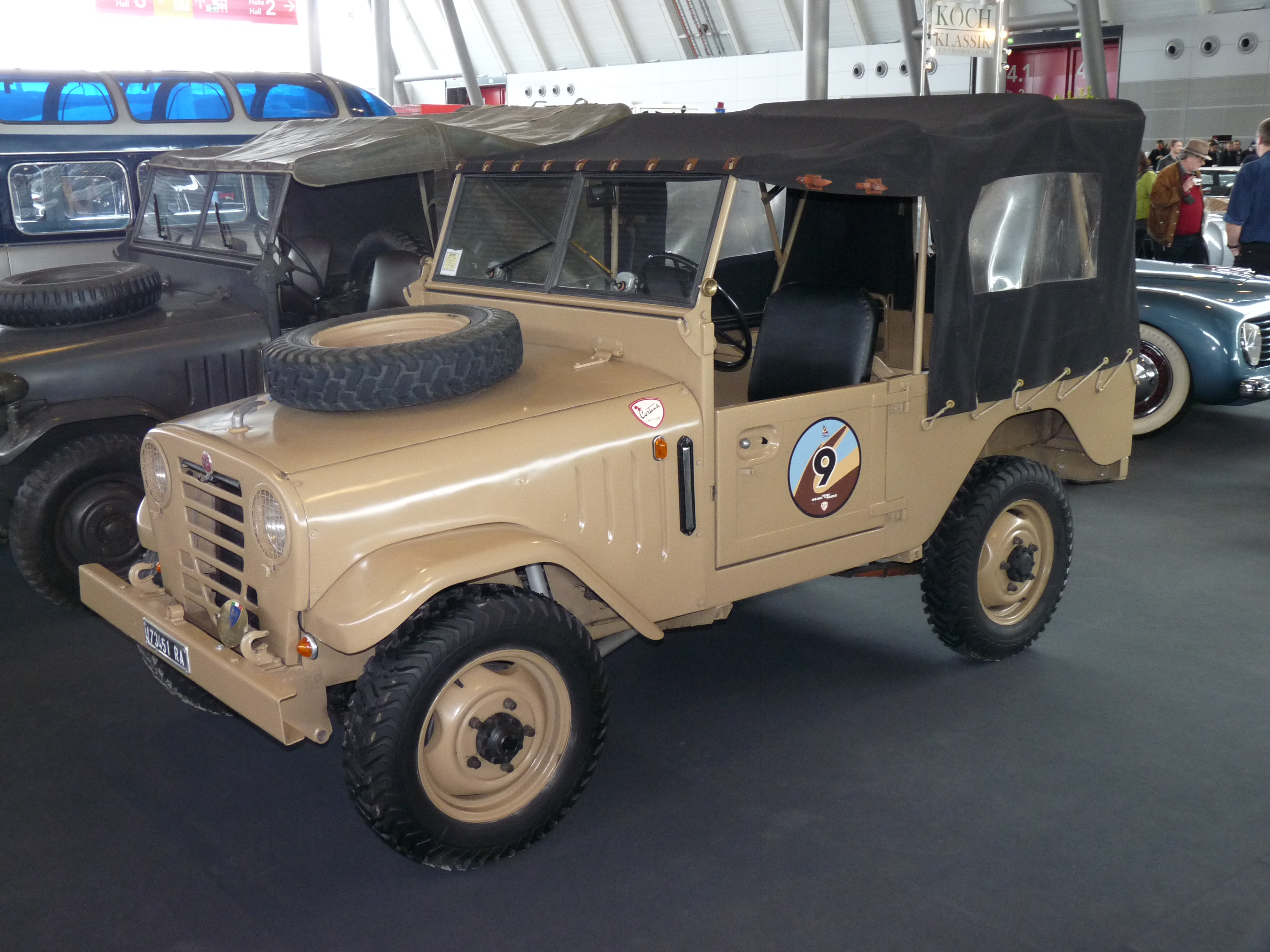
Un'Alfa Romeo 1900 M "Matta" AR/52 (versione civile)

Dopo l'assegnazione alla Fiat della commessa militare venne lanciata la versione civile della AR/51, la AR/52, prodotta in 154 esemplari con modifiche meccaniche di dettaglio. In particolare viene montato un cassetto portacarte in lamiera davanti al passeggero, viene aperta una sponda sul retro del cassone e sui fianchi sono aggiunti due attacchi per la corda del telone perché la centina ha tre archi al posto di due. Il prototipo della AR/52 venne usato come “ammiraglia” dalla squadra di Fausto Coppi al vincente Tour de France 1952.

## Eredi
Dopo aver perso la commessa militare l'Alfa Romeo decise di interrompere la produzione di fuoristrada. Si ritorna a parlare di un'Alfa Romeo a trazione integrale nel 1983 quando viene lanciata la 33 1.5 4x4 Quadrifoglio Oro, la versione a trazione integrale della 33. Nell'ambito dell'accordo Alfa-Nissan oltre all'Arna era prevista anche la produzione di due fuoristrada destinati alle Forze Armate, gli AR 146 e AR 148, meglio noti come "Magnagona" e "Magnaghina", perché sviluppati dall'ingegner Magnaghi. La AR 148 è fuoristrada leggero basato sulla 33 4x4 mentre la AR 146 sarebbe stata una vera erede della "Matta", essendo basata sul coevo Patrol ma con motori Alfa Romeo, ma la fine dell'accordo italo-giapponese e lo scarso interesse dei militari fecero sfumare questa prospettiva.
Dopo la parentesi 155 Q4, basata sulla Lancia Delta Integrale, la presentazione nel 2003 della Kamal, concept di un SUV compatto derivato dalla 147 3.2 V6 con in più trazione integrale, seguita nel 2004 dall'arrivo della 156 Crosswagon, una versione 4x4 rialzata della 156 Sportwagon, nel 2016 ha debuttato la Stelvio, il primo SUV prodotto in serie dall'Alfa Romeo, dotato di trazione integrale permanente e motori turbo benzina e diesel e unica vera erede della AR/52 "Matta".

## Le imprese

### Il soprannome "Matta"
"Matta" non è un nome ufficiale dato dalla casa all'Alfa Romeo 1900 M, piuttosto è un soprannome; come "Alfetta" per le Alfa Romeo 158/159 Campioni del Mondo di Formula 1 nel biennio 1950-51. La fuoristrada viene soprannominata "Matta" dall'ingegner Antonio Alessio quando vede uno dei prototipi, con Guido Moroni alla guida, salire e scendere la scalinata della Basilica di Assisi durante una delle presentazioni al pubblico ed esclama "ma questa è Matta". Contemporaneamente la campagna pubblicitaria spinge l'Alfa Romeo "Matta" in cima alle macerie che formano il Monte Stella di Milano e adotta accessori agricoli e antincendio.

### La Mille Miglia 1952

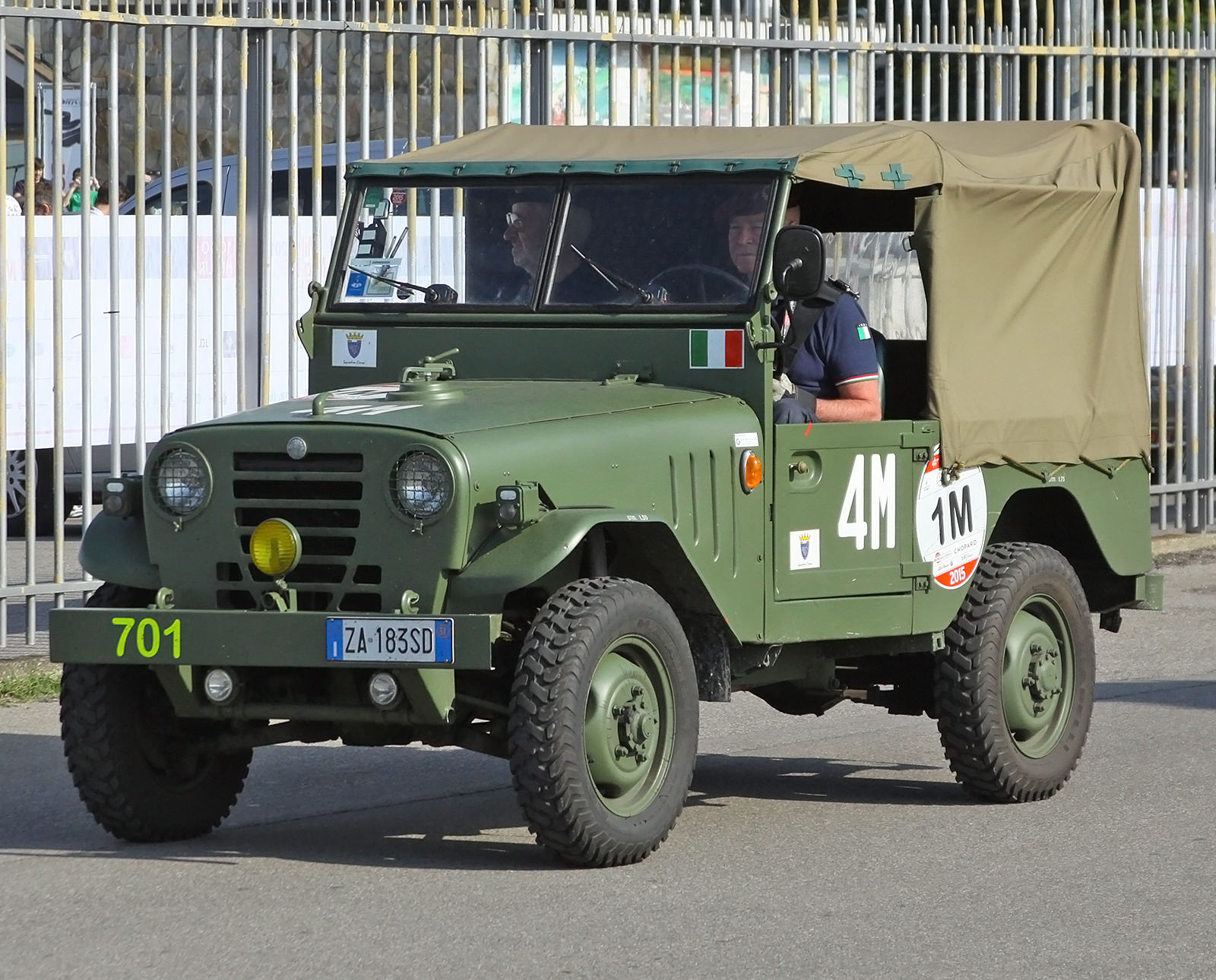
L'Alfa Romeo 1900 M AR/51 "Matta" che vinse la categoria Veicoli Militari alla Mille Miglia 1952 durante una rievocazione della gara

Alla Mille Miglia 1952 venne istituita, per la prima ed unica volta, la categoria vetture militari. Il Ministero della Difesa iscrisse quattro AR 51, due Fiat Campagnola e due Alfa Romeo 1900 M "Matta" strettamente di serie, se si eccettua l’aggiunta di un faro anteriore supplementare e di gomme con battistrada stradale, condotte da militari in divisa d’ordinanza e in regolare servizio. Vince la categoria con un 114º assoluto la "Matta" guidata dal capitano Antonio Costa e dal tenente Francesco Verga tagliando il traguardo di Brescia in meno di 17 ore, con un distacco di 41 minuti la prima delle due Campagnola e di 1 ora e 52 minuti la seconda.

### I grandi Raid
Come altre fuoristrada la "Matta" ha compiuto con successo diversi raid nei punti più impervi ed inesplorati del pianeta.
Nel 1952 il Conte Leonardo Bonzi parte da Milano con due Alfa "Matta" AR/51 e relativo rimorchio, carico del necessario, per girare il documentario "Magia Verde" attraversando il Sudamerica, compreso il Mato Grosso e la Cordigliera Andina. In quattro mesi il conte Bonzi insieme ai suoi compagni Mario Craveri, Gian Gaspare Napolitano e Giovanni Raffaldi aprirono un nuovo percorso dall'oceano Atlantico al Pacifico, lungo più di 7000 km, girando la pellicola necessaria alla realizzazione del film poi premiato al Festival di Berlino.
Nel 1953 il giornalista, esploratore e scrittore Maner Lualdi, in occasione del 25º anniversario della scomparsa di Roald Amundsen, scomparso durante le ricerche dei superstiti del dirigibile Italia di Umberto Nobile, decise di sorvolare il luogo della scomparsa dell'esploratore norvegese con un Girfalco/Ambrosini, un aereo motorizzato Alfa Romeo. A supporto dell'impresa si aggiunse un'Alfa "Matta" preparata dalla casa e dalla Pirelli con uno speciale hardtop contro il rigido clima artico.
Nel 1968 sempre Maner Lualdi organizza, con l'aiuto di Quattroruote, della Rai e dell'Alfa Romeo, il "Raid della Fratellanza e della Pace" per scopi benefici che parte dalla Città del Vaticano e arriva a Pechino. Due Alfa "Matta" e quattro Giulia Super attraversano l'Europa e l'Asia lungo un percorso di oltre 27.000 km. Nello specifico le "Matta" sono due vetture ex-Esercito Italiano che fungono da appoggio alle Giulia e ne trasportano i ricambi più pesanti e ingombranti. Le modifiche meccaniche riguardano l'adozione dell'alternatore che si aggiunge all'hard-top realizzato con i pannelli del furgone F12, che impongono l'adozione di telai dei finestrini apribili verso l'alto.

## Le versioni speciali
La "Matta", grazie alle sue ottime qualità fuoristrada, venne utilizzata in molte gare di trial amatoriale nonostante l'esigua potenza del motore di soli 65 CV. Così qualche appassionato ha pensato di montare al posto del quattro cilindri in linea originale il motore V8 2.6 litri della Montreal con 200 CV. La "Matta-Montreal" venne realizzata semplicemente sostituendo il 4 cilindri con il V8, con poche modifiche al resto della meccanica, circoscritte agli ammortizzatori, ai semiassi e ai freni anteriori e al piantone dello sterzo.
All'incirca nel 1959/60 una "Matta" dell'Esercito venne modificata applicandole un'elica per generare il vento ed addestrare gli apprendisti paracadutisti prima del lancio. L'O.A.R.E. di Bologna modificò l'auto eliminando la trazione posteriore per fare spazio alla grande elica, mossa dalla presa di forza, deputata alla generazione del flusso d'aria, creando così "la macchina del vento".